# Tháng 7 năm 2021
Tháng 7 năm 2021 là tháng có 31 ngày của năm 2021. Tháng bắt đầu vào Thứ Năm (1/7), sẽ kết thúc vào Thứ Bảy (31/7). Đó là tháng hiện tại.